# Peugeot 2008 II
Pour les articles homonymes, voir Peugeot 2008.
La 2008  est un crossover urbain commercialisé par le constructeur automobile français Peugeot à partir d'octobre 2019. Elle est la seconde génération de 2008, et remplace la 2008 I.

## Présentation
La seconde génération de 2008 (code interne P24) est dévoilée le 19 juin 2019 à Aubervilliers. La 2008 n'est plus un break surélevé mais devient un crossover. Sa production est délocalisée de Mulhouse, en France vers Vigo, en Espagne.

### Phase 2

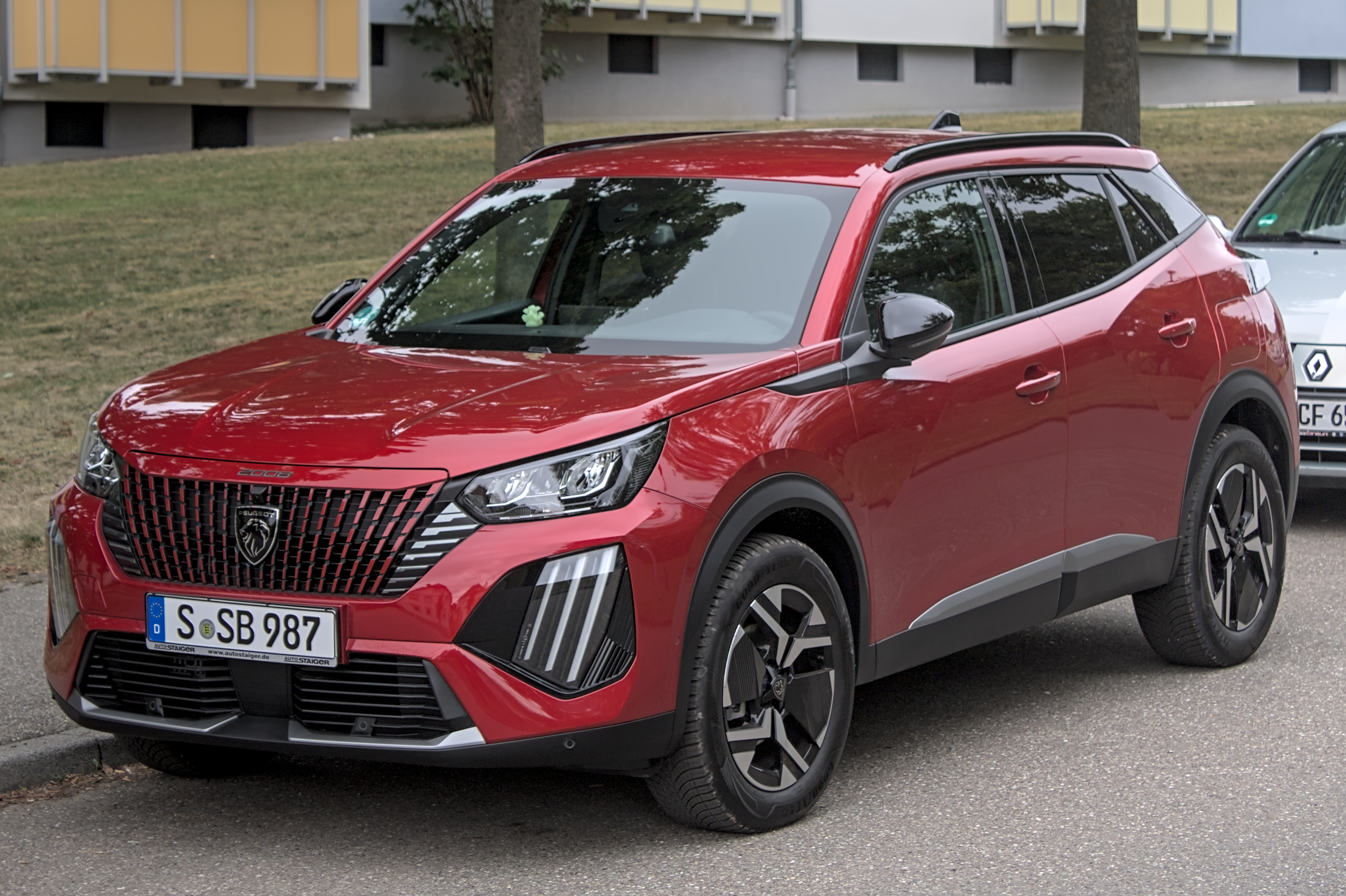
Peugeot 2008 II (restylée)

La version restylée de la 2008 est présentée le 4 mai 2023. 
Elle reçoit une face avant revue, qui intègre désormais trois griffes lumineuses en guise de phares, inspirées de l'hypercar 9X8. Le symbole du Lion disparaît à l'arrière, il est remplacé par un lettrage « PEUGEOT » en toutes lettres. La seconde génération de 2008 a aussi droit à la nouvelle motorisations micro-hybridées (48V) de 136 ch ( la version 100 ch restant réservée à la 208), ainsi qu'à une nouvelle version électrique de 156 ch qui permet davantage d'autonomie.

## Design

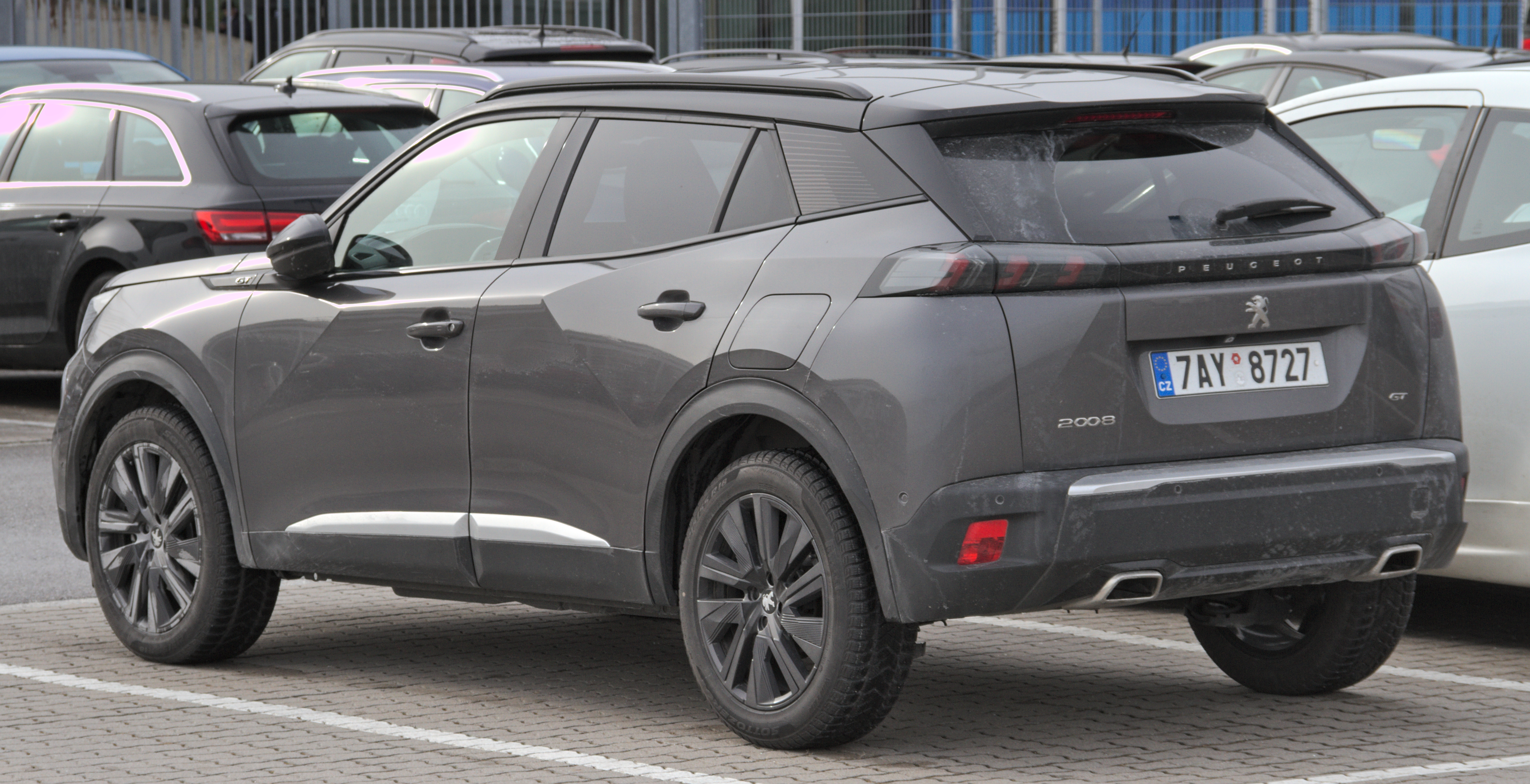
Vue de l'arrière

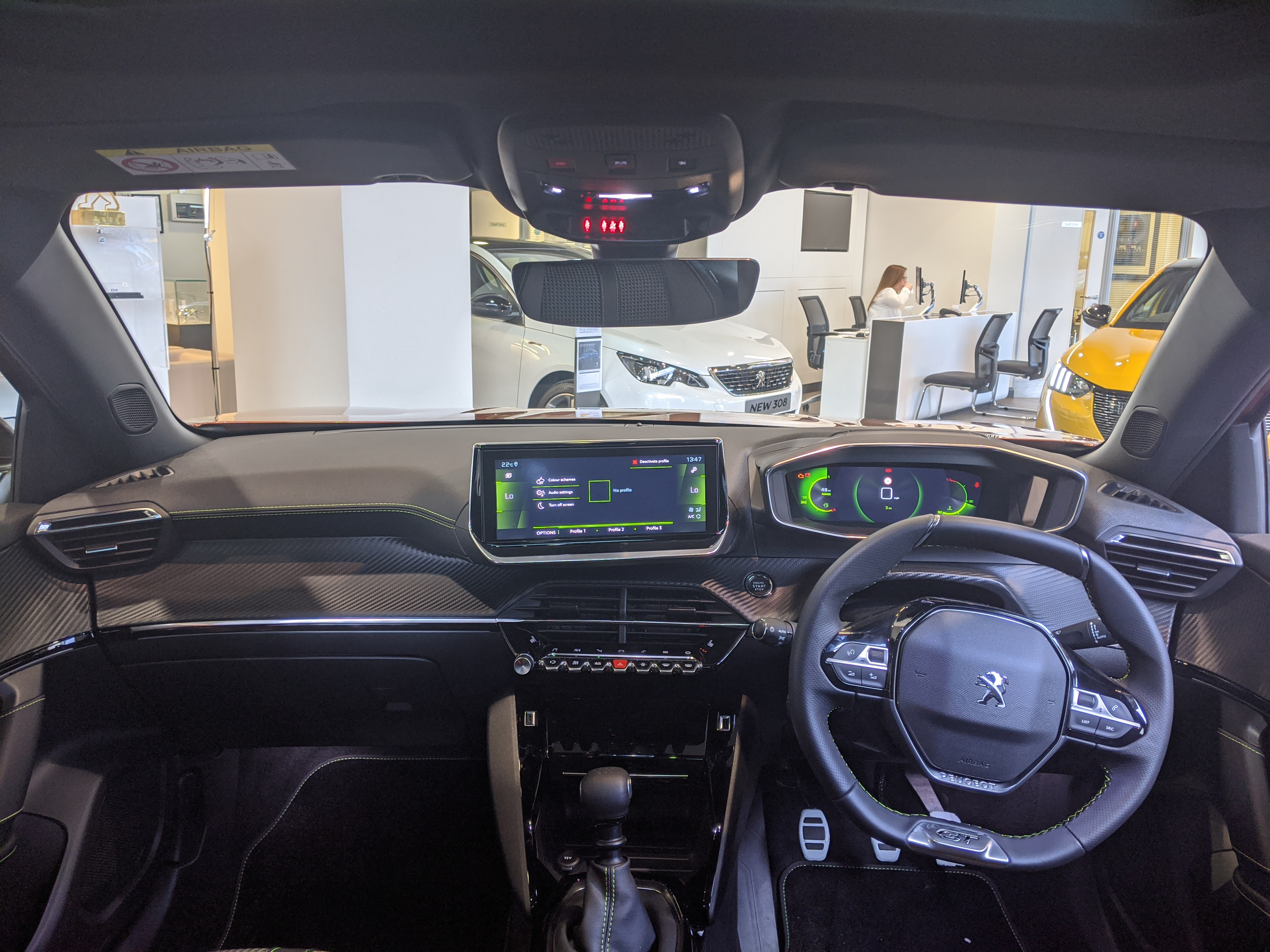
Intérieur

Le design reprend les éléments de style de la Peugeot 3008 II, avec notamment la signature lumineuse arrière et le bandeau noir. À l'avant, la Peugeot 2008 reprend les optiques de phares de la 208, et donc sa signature lumineuse : trois griffes intégrées dans le phare, dont celle à l'extrême qui est poursuivie sur la carrosserie avec un léger détachement. La calandre, quant-à-elle, est beaucoup plus imposante que sur l'ancien modèle.
L'intérieur reprend lui aussi les caractéristiques de la 208, dont l'i-Cockpit 3D, son volant compact et l’écran tactile capacitif 10".

## Production
En décembre 2021, la Peugeot 2008 devient la première Peugeot assemblée au Pakistan. Les véhicules arrivent nécessaire en pièces détachées (CKD). Ils sont assemblés à Port Qasim (à Karachi) par le partenaire pakistanais de Peugeot, la Lucky Motors Company (division automobile du conglomérat Yunus Brothers Group), également distributeur du constructeur français dans le pays,,.
Début 2022, Peugeot commence à assembler des CKD de 2008 dans son usine malaisienne de Gurun (dans l'état de Kedah) pour être commercialisés localement.
En janvier 2024, Peugeot lance la pré-production du Peugeot 2008 en Argentine, dans l'usine d'El Palomar, pour le marché latino-américain.  La production de série commence en juillet. Le véhicule est visuellement similaire, mais dispose de modifications structurelles et d'une suspension revue. Il est équipé de la motorisation 1.0 T200 130 chevaux d'origine Fiat, qui équipe déjà la 208 de deuxième génération locale.

## Caractéristiques techniques
Comme sa benjamine la 208 de seconde génération dévoilée en 2019, la 2008 repose sur la plateforme technique Compact Modular Plateform (CMP) avec un empattement long, et à l'intérieur elle reçoit l'i-Cockpit 2.0 avec un affichage 3D.
Les optiques reprennent la gymnique stylistique de la Peugeot 508 avec les « crocs du lion ».

### Motorisations

#### Phase 1
La deuxième génération de 2008 possède des moteurs essence 1.2 PureTech de 100, 130 et 155 ch (moteur ADTX) , du moteur diesel 1.5 BlueHDi de 100 et 130 ch ainsi d'une motorisation électrique de 136 ch.
| Logo de Peugeot              | Caractéristiques techniques Peugeot 2008 (phase 1) | Caractéristiques techniques Peugeot 2008 (phase 1) | Caractéristiques techniques Peugeot 2008 (phase 1) | Caractéristiques techniques Peugeot 2008 (phase 1) | Caractéristiques techniques Peugeot 2008 (phase 1) | Caractéristiques techniques Peugeot 2008 (phase 1) |
| Logo de Peugeot              | 1.2 PureTech S&S                                   | 1.2 PureTech S&S                                   | 1.2 PureTech S&S                                   | 1.2 PureTech S&S                                   | 1.5 BlueHDi S&S                                    | 1.5 BlueHDi S&S                                    |
| ---------------------------- | -------------------------------------------------- | -------------------------------------------------- | -------------------------------------------------- | -------------------------------------------------- | -------------------------------------------------- | -------------------------------------------------- |
| Moteur                       | 3 cylindres essence (type EB)                      | 3 cylindres essence (type EB)                      | 3 cylindres essence (type EB)                      | 3 cylindres essence (type EB)                      | 4 cylindres diesel (type DV/DLD)                   | 4 cylindres diesel (type DV/DLD)                   |
| Alimentation                 | Turbocompressé                                     | Turbocompressé                                     | Turbocompressé                                     | Turbocompressé                                     | Turbocompressé                                     | Turbocompressé                                     |
| Cylindrée (cm3)              | 1 199                                              | 1 199                                              | 1 199                                              | 1 199                                              | 1 499                                              | 1 499                                              |
| Puissance maximale ch (kW)   | 100 (75)                                           | 130 (96)                                           | 130 (96)                                           | 155 ADTX (115)                                     | 100 (75)                                           | 130 (96)                                           |
| au régime de (tr/min)        | 5 500                                              | 5 500                                              | 5 500                                              | 5 500                                              | 3 500                                              | 3 500                                              |
| Couple maximal (N m)         | 205                                                | 230                                                | 230                                                | 240                                                | 250                                                | 300                                                |
| au régime de (tr/min)        | 1 750                                              | 1 750                                              | 1 750                                              | 1 750                                              | 1 750                                              | 1 750                                              |
| Boîte de vitesses            | BVM6                                               | BVM6                                               | EAT8                                               | EAT8                                               | BVM6                                               | EAT8                                               |
| Transmission                 | Traction                                           | Traction                                           | Traction                                           | Traction                                           | Traction                                           | Traction                                           |
| Vitesse maximale (km/h)      | 183                                                | 202                                                | 199                                                | 206                                                | 185                                                | 199                                                |
| 0-100 km/h (s)               | 10,9                                               | 8,9                                                | 9,1                                                | 8,2                                                | 11,4                                               | 9,3                                                |
| Consommation (L/100 km)      | 5,43                                               | 5,59                                               | 5,99                                               | 6,06                                               | 4,5                                                | 4,73                                               |
| Consommation WLTP(L/100 km)  | 5,4 - 6,1                                          | 5,6 - 6,5                                          | 6,0 - 6,7                                          | 6,1 - 6,8                                          | 4,5 - 5,2                                          | 4,9 - 5,4                                          |
| Émissions de CO2 (g/km)      | 123                                                | 126                                                | 136                                                | 137                                                | 118                                                | 124                                                |
| Émissions de CO2 (g/km) WLTP | 146                                                | 152                                                | 142                                                | 136                                                | 142                                                |                                                    |
| Capacité du réservoir (L)    | 44                                                 | 44                                                 | 44                                                 | 44                                                 | 41                                                 | 41                                                 |
| Masse à vide (kg)            | 1 188                                              | 1 192                                              | 1 205                                              | 1 205                                              | 1 205                                              | 1 270                                              |
| Norme environnementale       | Euro 6d Temp                                       | Euro 6d Temp                                       | Euro 6d Temp                                       | Euro 6d Temp                                       | Euro 6d Temp                                       | Euro 6d Temp                                       |

S&S : Stop and Start

#### Phase 2
Courant 2024, le 1.2 Hybrid de 136 ch est proposé à la vente, et la motorisation diesel 1.5 BlueHDi de 130 ch disparaît. A partir de février 2025, le modèle Hybrid prend la nouvelle dénomination de 145 ch, pour des raisons commerciales. La motorisation reste en effet strictement identique mais le nouveau chiffre est supposé fusionner les puissances du moteur thermique de 136 ch et du petit moteur électrique intégré à la boite de vitesses. 
La motorisation 1.2  Hybrid de 100 ch devrait faire son entrée sur le marché très prochainement.
| Moteur                     | 3 cylindres essence (type EB) | 3 cylindres essence (type EB) | 4-cylindres diesel (type DV/DLD) | Hybride: essence 3-cylindres (type EB Gen 3) + électrique |
| Alimentation               | Turbocompressé                | Turbocompressé                | Turbocompressé                   | Turbocompressé                                            |
| Cylindrée (cm3)            | 1 199                         | 1 199                         | 1 499                            | 1 199                                                     |
| Puissance maximale ch (kW) | 100 (75)                      | 130 (96)                      | 130 (96)                         | 136 (100)                                                 |
| au régime de (tr/min)      | 5 000                         | 5 500                         | 3 500                            | 5 500                                                     |
| Couple maximal (N m)       | 205                           | 230                           | 300                              | 230                                                       |
| au régime de (tr/min)      | 1 750                         | 1 750                         | 1 750                            | 1 750                                                     |
| Boîte de vitesses          | BVM6                          | EAT8                          | EAT8                             | E-DCS6                                                    |
| Transmission               | Traction                      | Traction                      | Traction                         | Traction                                                  |
| Vitesse maximale (km/h)    | 183                           | 203                           | 196                              | 206                                                       |
| 0-100 km/h (s)             | 10,8                          | 9,4                           | 9,3                              | 8,3                                                       |
| Consommation (L/100 km)    | 5,7                           | 5,9                           | 5                                | 4,9                                                       |
| Émissions de CO2 (g/km)    | 126                           | 137                           | 132                              | 111                                                       |
| Capacité du réservoir (L)  | 44                            | 44                            | 41                               | 44                                                        |
| Masse à vide (kg)          | 1 263                         | 1 205                         | 1 270                            | 1 372                                                     |
| Norme environnementale     | Euro 6d Temp                  | Euro 6d Temp                  | Euro 6d Temp                     | Euro 6d Temp                                              |

S&S : Stop and Start

#### e-2008
La seconde génération de Peugeot 2008 reçoit dès sa commercialisation début 2020 une version électrique nommée e-2008. Celle-ci est basée sur la configuration technique de la Peugeot e-208. L'ensemble moto-propulseur associe un électromoteur de 100 kW (136 ch) pour un couple de 260 N m à une batterie de 50 kWh lui permettant une autonomie de 310 km.
Elle dispose de trois modes de conduite, « éco », privilégiant l'autonomie, « normal » et « sport », ce dernier délivrant les 136 ch, ainsi que deux modes de récupération d’énergie au freinage « Drive (D) » où la récupération est standard, et « Brake (B) » où la récupération est maximale lors des décélérations franches.
Elle peut se recharger sur une prise domestique en 16 heures, sur une WallBox entre 5 et 11 heures (en fonction de la puissance disponible), ou encore à 80 % en 30 minutes sur une borne rapide en courant continu.
En décembre 2021, Peugeot apporte des changements à la e-2008, qui gagne entre 10 et 25 km d'autonomie selon les versions. La marque a pu obtenir ces gains en revoyant le rapport de démultiplication du réducteur, en installant des pneus à très faible résistance classés A+ (sur certaines versions) et en revoyant le logiciel pilotant le chauffage et la climatisation grâce à l'ajout d'un capteur d'hygrométrie.
En juin 2023, Peugeot introduit une nouvelle motorisation électrique, forte de 156 ch et d'une batterie de 54 kWh, permettant une autonomie de 406 km en cycle WLTP.
|                                            | e-2008 136ch        | e-2008 156ch        |
| ------------------------------------------ | ------------------- | ------------------- |
| Puissance moteur                           | 100 kW              | 115 kW              |
| Puissance maximale                         | 136 ch              | 156 ch              |
| Couple maximum                             | 260 N m             | 260 N m             |
| Capacité de la batterie                    | 50 kWh              | 54 kWh              |
| Temps de recharge sur une borne 100 kW     | 25 minutes (à 80 %) | 27 minutes (à 80 %) |
| Temps de recharge sur une Wallbox 11 kW    | 5 heures            | 4 heures 40         |
| Temps de recharge sur une prise domestique | 15 heures           | 11 heures 10        |
| Autonomie (cycle WLTP)                     | 343 km              | 406 km              |
| Poids                                      | 1 455 kg            | 1 625 kg            |
| Vitesse                                    | 150 km/h            | 150 km/h            |
| 0 à 100 km/h                               | 9,8 s               | 9,1 s               |
| Consommation                               | 14,7 kWh/100 km     | 15,3 kWh/100 km     |

## Finitions
Phase 1
Le premier niveau de finition (Active) ne bénéficie pas de l'i-Cockpit 3D mais d'un affichage analogique et d’un écran multimédia 7 pouces. L'écran 10 pouces pour le multimédia est en option, ou de série sur les finitions GT et GT Pack.
- Active
- Active Pack
- Style
- Allure
- Allure Pack
- Roadtrip
- GT
- GT Pack

Phase 2
- Style
- Allure
- GT

## Galerie

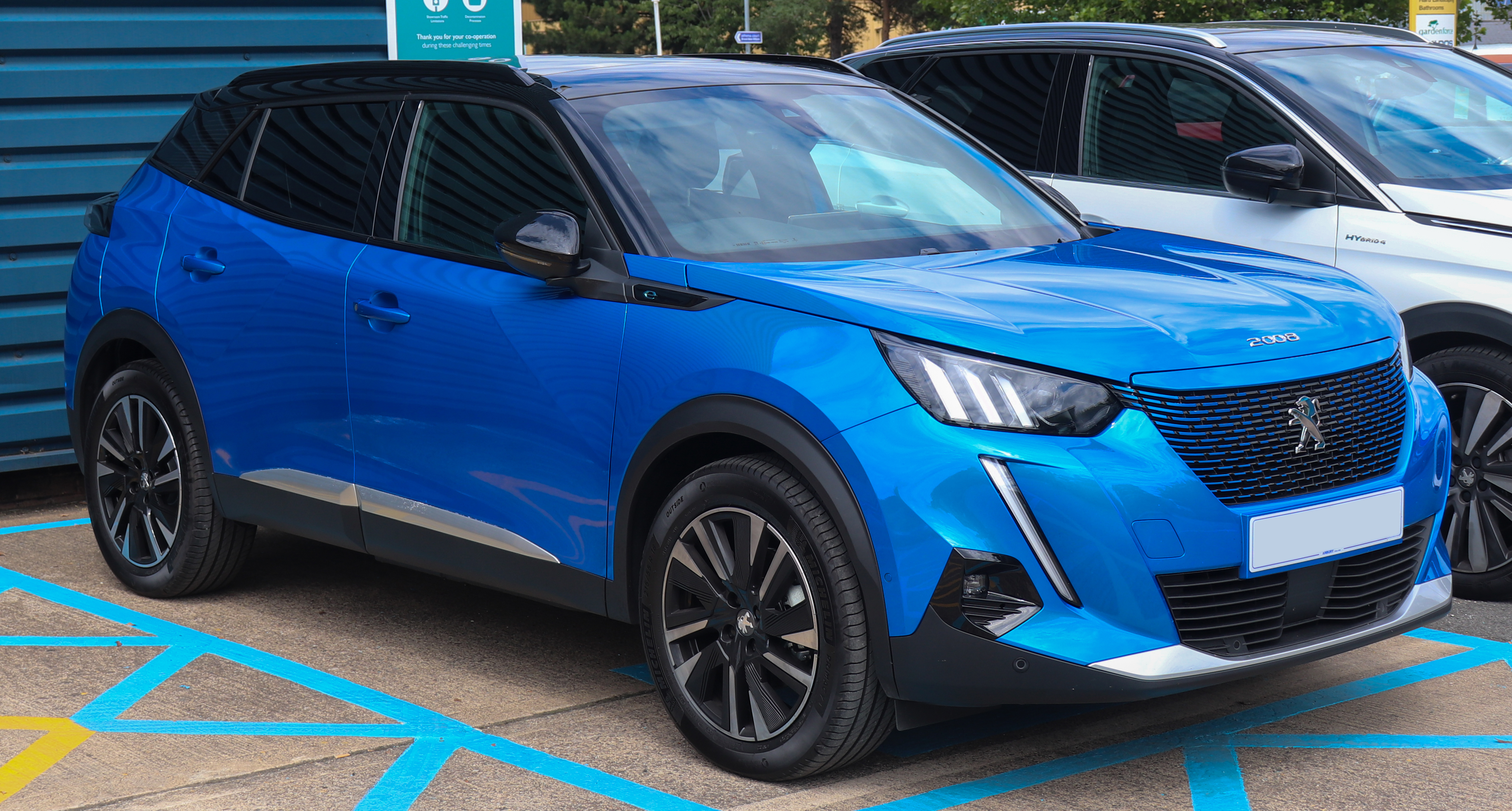
Peugeot e-2008 II GT Line
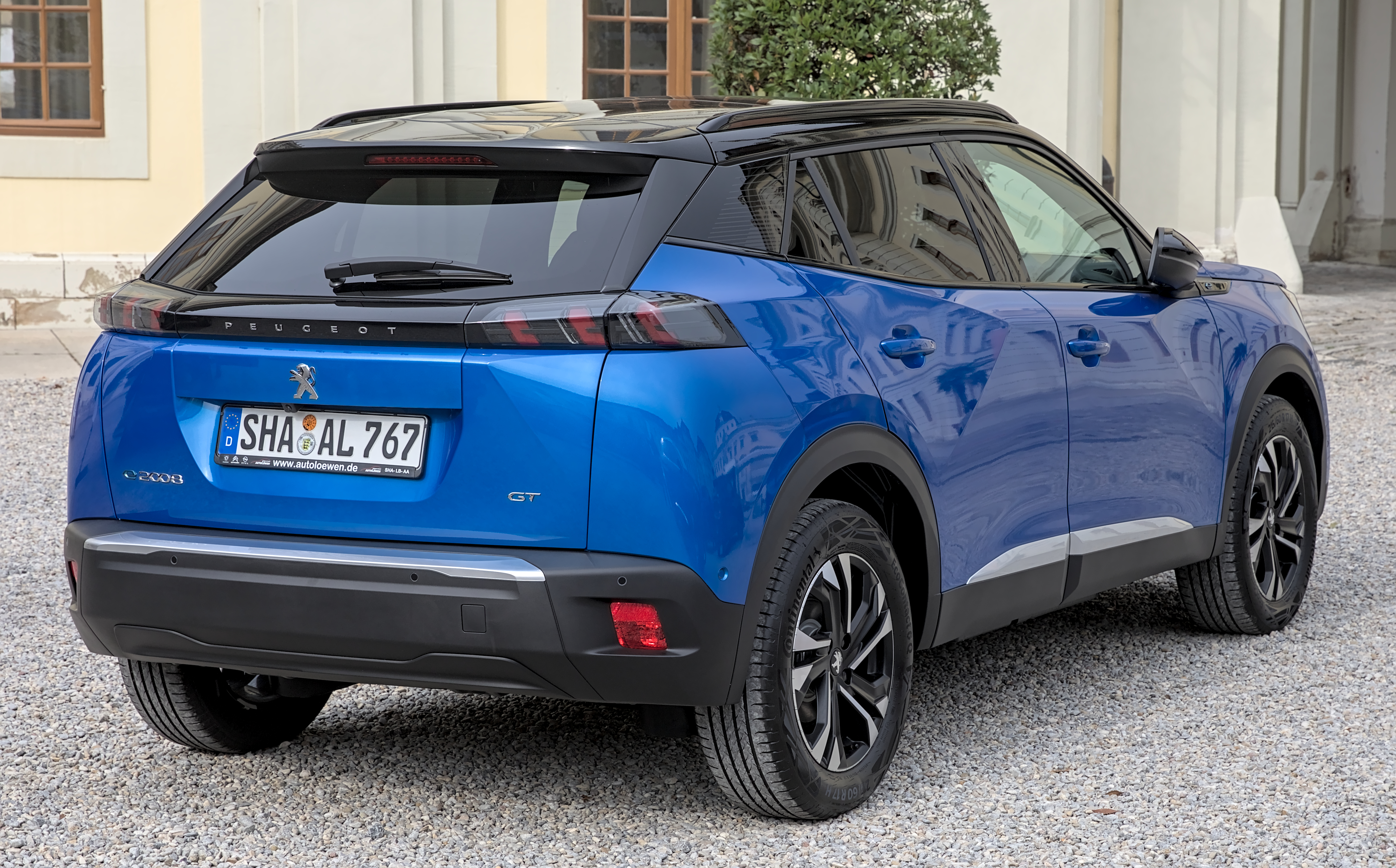
Vue de l'arrière
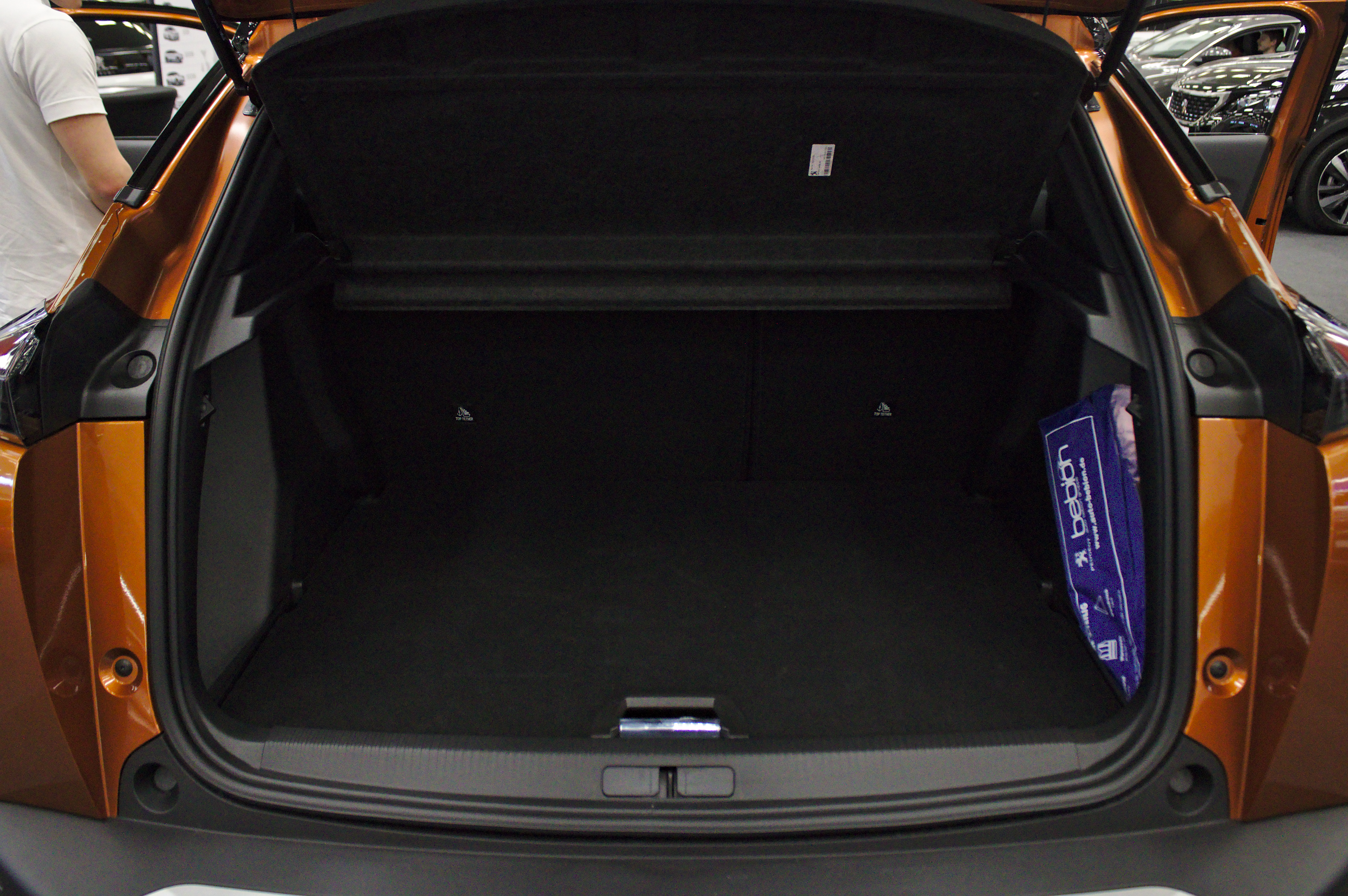
Coffre de la Peugeot 2008 II

## Concept car
Le show car Peugeot 2008 Sport Concept est présenté au salon de l'automobile de Bangkok 2023. Le 2008 Sport Concept est doté d'un kit carrosserie avec des élargisseurs d’ailes et un diffuseur arrière et un immense aileron.
La marque est immédiatement accusée de plagiat par l'illustrateur français Jpog, qui avait réalisé et diffusé sur le réseau social Instagram une série d'illustrations tout à fait similaire deux ans plus tôt, en 2021. Face à ce plagiat, Peugeot se défend en déclarant à la presse que le bureau de style de la marque n'est pas impliquée et qu'il s'agit d'une initiative de son importateur thaïlandais (Belfort Automobile).